# Max la Menace (série télévisée)
Pour les articles homonymes, voir Max la Menace.
 (décembre 2012).
Si vous disposez d'ouvrages ou d'articles de référence ou si vous connaissez des sites web de qualité traitant du thème abordé ici, merci de compléter l'article en donnant les références utiles à sa vérifiabilité et en les liant à la section « Notes et références ».
Max la Menace (Get Smart) est une série télévisée américaine en 138 épisodes de 25 à 26 minutes, créée par Mel Brooks et Buck Henry et diffusée du 18 septembre 1965 au 12 avril 1969 sur le réseau NBC et du 26 septembre 1969 au 15 mai 1970 sur le réseau CBS.
Au Québec, la série a été diffusée à partir du 17 juin 1968 à la Télévision de Radio-Canada, et en France à partir du 8 septembre 1968 sur la deuxième chaîne de l'ORTF.

## Synopsis
Max la menace (Maxwell Smart dans la version originale), l'agent 86, travaille pour CONTROL, une organisation de contre-espionnage qui contrecarre tous les maléfiques projets de KAOS (on apprend lors de l'épisode 8 de la saison 2 que KAOS aurait été créée en 1904 à Bucarest), organisation visant à répandre le chaos.
Max est aidé dans toutes ses missions par l'agent 99 (une femme dont on ne connaît jamais le nom, bien que dans l'épisode 19 de la saison 3, on puisse penser que son nom de famille est Hilton) ainsi que par l'agent K-13, un chien. Un autre personnage intervenant dans tous les épisodes est le « chef » (« the chief » en anglais) qui assigne ses missions à Max au début de chaque épisode la plupart du temps.
Max déjoue alors brillamment ou presque les plans de KAOS le temps de l'épisode (bien que certaines intrigues durent deux voire trois épisodes, dans A Man Called Smart, les trois derniers épisodes de la saison deux). Un autre personnage intervenant tout au long de la série est Larabee, l'assistant du chef.

## Distribution
- Don Adams (VF : Guy Pierauld) : Max la Menace (Maxwell Smart en VO) / Agent 86
- Barbara Feldon (VF : Tamila Mesbah) : Agent 99
- Edward Platt (VF : Jean Violette1re voix, Jean Berger2e voix) : Le Chef de CONTROL (The Chief en VO)
- Bernie Kopell (VF : Roger Carel) : Conrad Siegfried
- Robert Karvelas (en) : Larabee
- Dick Gautier (en) : Hymie Le Robot

## Personnages

### Maxwell Smart, Max la Menace ou Agent 86

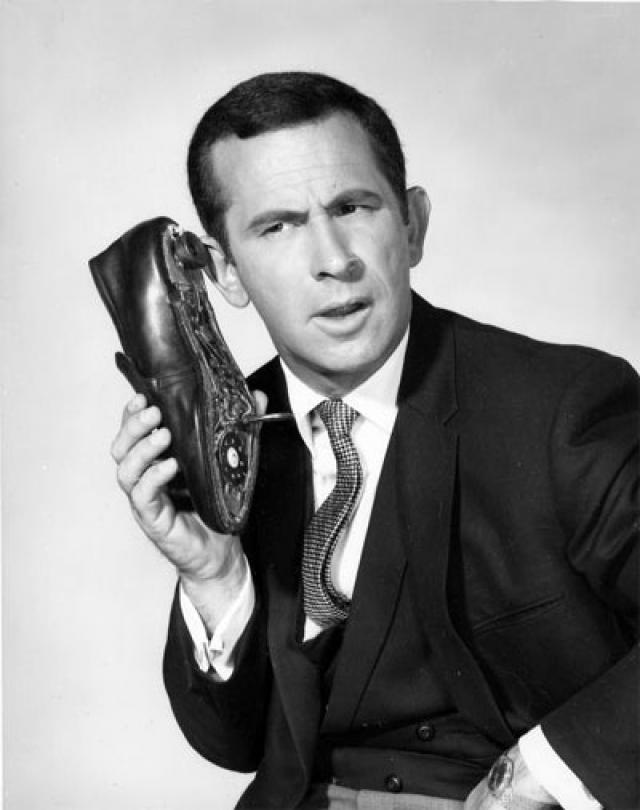
Don Adams.

Il est le meilleur agent de CONTROL, ou plutôt il en est persuadé. Ses origines ne sont pas connues. Elles doivent être gardées secrètes puisqu'il est espion. Il pèse 68 kg et mesure 1,74 m (70 kg et 1,75 m dans la version française de Perceur de coffres-forts). Son salaire à CONTROL est de 35 000 $. Il est né en 1930 à Washington DC, sa date de naissance exacte n'est pas claire, mais on sait que son signe astrologique est Scorpion. Max a grandi à Washington et se considère comme un « garçon de la ville » (city boy).
On sait peu de choses sur la famille de Max. Il a un oncle Abner et une tante Bertha, qui sont la seule famille que l'on voit. Mais il mentionne d'autres parents, son oncle Harry et sa tante Rose, Harvey un cousin chauffeur de taxi, et un autre cousin qui vend des voitures d'occasion. Sa mère est encore vivante, elle lui envoie chaque semaine 15 $ d'argent de poche, il a ou avait aussi un frère, qui l'a enfermé trois heures dans un placard.
Il était dans l'Armée de terre et a servi dans la guerre de Corée, où il a atteint le grade de caporal. C'est d'ailleurs là qu'il a rencontré un de ses meilleurs amis, Sid Krimm.
Max n'a jamais été autre chose qu'espion puisqu'il a été recruté à la sortie de ses études par CONTROL comme un « bonus bébé espion » (« bonus baby spy »). Il a rejoint CONTROL pour « combattre les forces du mal et servir le bien ». En outre, il avait aussi besoin d'argent.
Il n'était pas très doué à l'école d'espionnage, il n'a pas réussi la « torture » (test) trois années de suite. Il a aussi échoué à l'école de musique d'espion. Mais finalement, il a réussi à obtenir son diplôme et est devenu agent. Même s'il a commis quelques erreurs au début. En effet, c'est au cours de ses deux premières semaines que le chef est devenu chauve.
Max a eu un véritable succès en tant qu'espion. En effet, il a remporté le « Spy » de l'année en 1965 et 1966. Il a également été élu « l'un des dix espions le mieux habillé ». C'est sans doute ce qui l'a conduit à poser pour Popular espionnage magazine). Il a également été engagé à approuver le Handy-Dandy Pocket Decoder appelé « Impossible » pour le mensuel Vraies histoires d'espions (True Spy Stories mensuel). Max est également chargé du contrôle médical de la Division de la sécurité.
Max a pour idole Herb Gaffer, le légendaire agent 4. Comme lui, Max tient un journal intime relatant l'ensemble de ses exploits.
Max joue au poker tous les samedis soir, jusqu'à ce qu'il ne soit plus célibataire. Il aime aussi jouer aux échecs avec le chef, jouer du bongo et faire de la plongée sous-marine. Max joue dans une équipe de baseball et de bowling de CONTROL et organise également la « Spy Frolics » chaque année.
Il fume des cigarettes et boit de l'alcool. Il aime prendre une Gibson avant le dîner tous les soirs.
Max a une impressionnante connaissance des langues : il parle le français, l'espagnol, l'allemand, le chinois mandarin (bien que dans l'épisode 37 de la première saison, il ne semble pas le comprendre) et le swahili. Il est expert en karaté et détient la médaille d'or de l'école d'espion de CONTROL en saut en hauteur.
Max vit dans l'appartement numéro 86 dans la « Cherry Arms Apartments », à Washington DC. Sa propriétaire est Harriet Doodeley. Parmi ses voisins on trouve Mme Dawson et la « Farkas ». Son appartement est très soigné et est composé de deux étages avec seulement la chambre au deuxième. Max a comme point faible la peur de l'obscurité de la nuit et notamment des « gollywoggles ». C'est pourquoi il dort avec la lumière allumée. En fait, la seule chose qui l'effraie encore plus que les « gollywoggles » est la foudre. Pour l'aider à dormir, Max a un ours en peluche.
Bien que Max se qualifie lui-même d'homme à femmes, il est rarement vu en leur compagnie. En effet, à partir du moment où il a commencé à travailler avec 99 (le premier épisode de la série), on perçoit une attirance vers elle. Il a fallu des années et une expérience où il a été proche de la mort pour que Max se mette à réaliser ses sentiments envers 99 et alors lui proposer le mariage.

### Agent 99

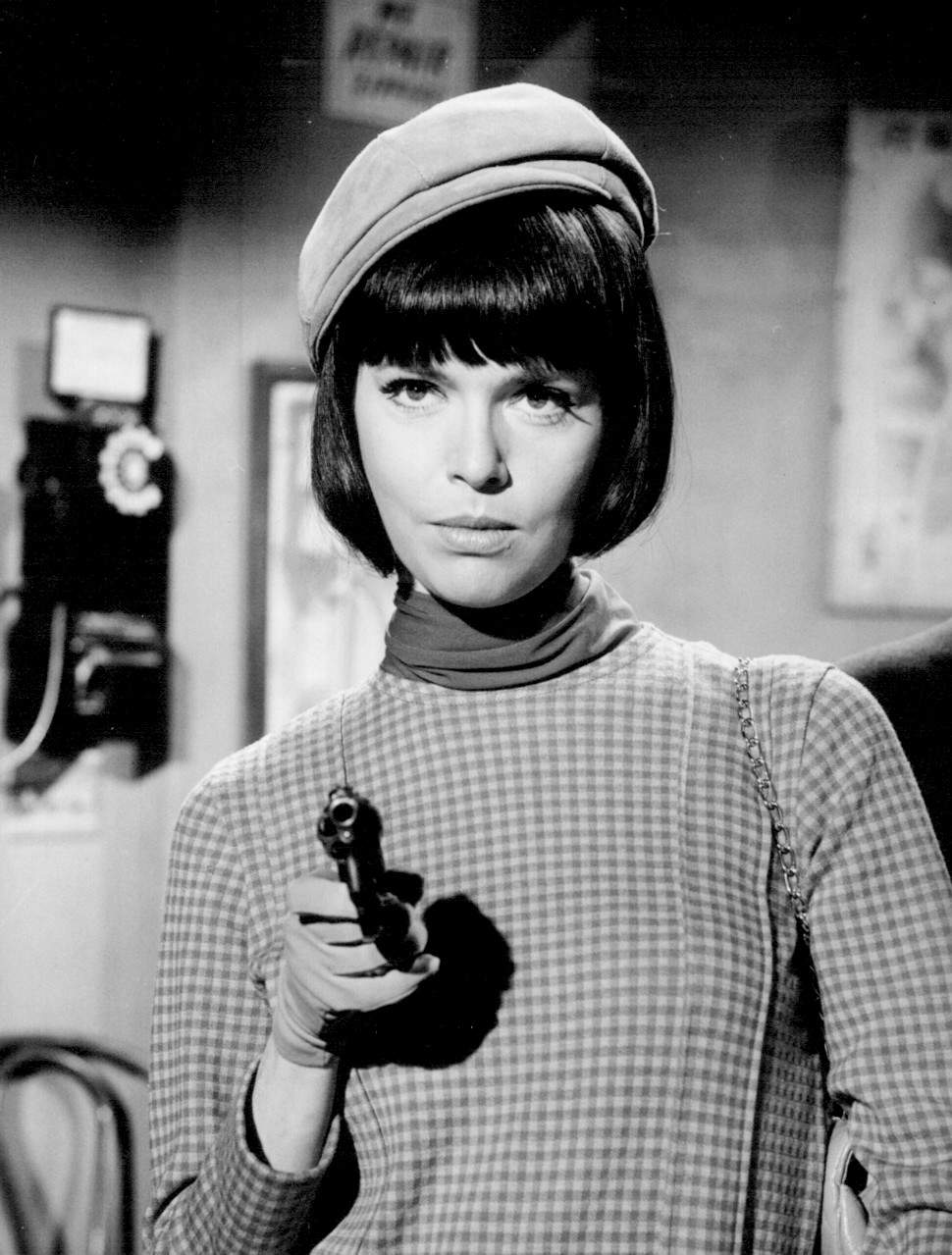
Barbara Feldon.

99 a un passé encore plus mystérieux que Max. Son père est mort, mais vivant il a prétendu être un vendeur de cartes de vœux, alors qu'en réalité, il était lui aussi espion. Il ressemblait à l’agent de KAOS, Simon le sympathique (the likable).
Avant de devenir un espion, 99 a travaillé en tant que top modèle en haute couture. Elle a rejoint CONTROL à peine deux semaines après Max.
Ses talents d'espion sont nombreux. Elle a remporté trois prix « Lamont Cranston » : prix d’observation. Elle parle le chinois, l’allemand et le français. 99 est une danseuse accomplie, ainsi qu’une excellente violoniste et harpiste. Dans plusieurs épisodes, la couverture de 99 est celle d’une chanteuse car le chef trouve qu'elle a une excellente voix (comme dans l’épisode Casablanca (saison 2)).
À partir du moment où elle l’a rencontré, 99 semble avoir un faible pour Max. Pendant des années, elle a essayé de le lui faire remarquer mais il l’a toujours considérée comme sa collègue quoiqu’à de nombreuses reprises notamment lors des missions où ils étaient en danger de mort, ils étaient sur le point de s’embrasser mais ils ont toujours été interrompus (une rare exception étant la fin de l’épisode Our man in leotards (saison 1) où 86 embrasse une 99 paralysée par une drogue... avant de se retrouver paralysé à son tour !). Notamment un gag répété où ils étaient dos à une porte et où quelqu’un frappait juste au mauvais moment. Elle apparaît comme jalouse à plusieurs reprises puisqu’elle rédige un faux rapport afin que Max n’accompagne pas la princesse Ingrid de Scandinavie (qui a un faible pour lui) lors d’un voyage dans l’épisode La fille du diplomate (saison 1) ou bien fait irruption dans un tipi au moment où une jeune Indienne allait se donner à Max (Du grabuge à l'ambassade, saison 1). Dans un épisode de la saison 3, elle donne sa démission et devient la fiancée de Victor Royal. Jaloux, Max se rend dans le casino de Royal qui se révèle être un agent de KAOS. Elle retourne à CONTROL, déprimée mais plus sûre des sentiments que Max éprouve pour elle.
Dans cet épisode (99 loses control), qui a causé beaucoup de confusion chez les fans, 99 raconte à Victor que son nom est Susan Hilton. Beaucoup de gens ont pensé qu’il s'agit de son vrai nom. Cependant, à la fin de l'épisode, elle dit très clairement que Susan Hilton est un faux nom.
Les paroles précises sont :
- Max : « That's all right Susan. » (« Tout va bien, Susan. »)
- 99 : « It's 99, Max. Susan isn't my real name. » (« C’est 99, Max. Susan n’est pas mon vrai nom. »)

Enfin, quand ils sont sur une affaire et que s’en sortir leur paraît impossible, Max avoue son amour et dit à 99 qu’il veut se marier avec elle s’ils peuvent s’échapper. Grâce à cela, 99 trouve une façon de s’en sortir et ils se fiancent. Elle obtient plusieurs bagues de fiançailles. La première se brise lorsque Rosa Lacosta chante : elle était en verre ! Un peu plus d’un an après leur mariage (cinquième et dernière saison), 99 donne naissance à des jumeaux. Comme pour elle, le vrai nom des jumeaux n’est jamais révélé mais on suppose que leur nom de famille est Smart !

### Le Chef
Les détails sur la vie du chef sont classés top secret, il n'y a donc pas beaucoup d'information à ce sujet. Son vrai prénom est Thaddeus et il a l'habitude de se servir du nom de Harold Clark comme couverture (notamment avec la mère de 99).
Le chef vit dans un appartement financé par le gouvernement et possède également une voiture. Son appartement est rarement montré mais on sait qu'il aime fumer la pipe lorsqu'il s'y trouve. Le chef aime aussi les bonbons et veut un dessert à chaque repas. Son préféré est la mousse au chocolat, ou du moins était, jusqu'à ce qu'il goûte celle de 99 !
L'un des endroits où il aime aller pour se détendre et jouer aux échecs est Le Regency Club. Le billard est un autre de ses passe-temps et il y joue bien mieux que Max. Il est lui aussi un excellent chanteur et a été dans le club de son université.
Il n'est pas en très bonne santé mais serait sûrement mieux portant si Max ne travaillait pas pour lui. C'est après deux semaines de travail avec Max que le chef a perdu la plupart de ses cheveux. Ses fréquents maux de tête sont également causés par Max, son ulcère l'est probablement aussi. Un malaise qui n'est pas causé par Max est le vertige, qui néanmoins fait rarement surface.
Cependant, dans l'épisode On ne meurt qu'une fois (saison 2), il discute avec 99 de Max et reconnaît qu'il est plein de vie et loyal... mais reste muet quand 99 évoque son intelligence ! On peut remarquer qu'il semble effrayé que sa nièce soit amoureuse de Max à la fin de Max l'amour menace (saison 2) car il préférerait qu'elle soit, à tout prendre, amoureuse de Hymie, le robot de CONTROL !
Il y a beaucoup de débat sur son statut matrimonial. Dans les premières saisons, sa femme est mentionnée à plusieurs reprises. Il porte aussi une bague de mariage dans l'ensemble de la série. Mais dans les quatrième et cinquième saisons, il y a plusieurs références au fait qu'il soit célibataire. Il a aussi eu un rendez-vous avec l'agent de KAOS, Mary Jack Armstrong, mais ce fut des années avant qu'il ne soit promu chef. Il a aussi un frère ou une sœur puisque dans un épisode sa nièce Phoebe apparaît, mais les autres membres de sa famille ne sont jamais mentionnés.
Il commence sa carrière comme agent dans les années 1930, avec pour lettre de code « Q ». L'amiral Hargrade a été son patron et mentor. Il a travaillé de façon remarquable en tant que chef du département de Washington DC de CONTROL, mais il n'est pas le plus gradé de CONTROL.
Comme la plupart des agents, il excelle dans les langues étrangères. En effet, il parle le swahili, le français, et le « CONTROL Coughing Code » (un code secret utilisant la toux : chaque toussotement signifie quelque chose). Il est aussi un excellent tireur.
Son meilleur ami est l'agent 8, qui est à la maison de retraite « Spy Home » (« Maison d'espion »). Après 8, le chef considère Max et 99 comme ses plus proches amis. En fait, il représente la figure d'un père pour eux. Un de ses moments de fierté a été d'amener 99 devant l'autel lors de son mariage avec Max. Il n'y a aucun autre ami mentionné dans la série mais il a demandé à Hymie de créer un robot de femme pour lui lors d'un épisode.
Cependant, au début de la saison 1, le chef se montrait beaucoup plus nerveux et agacé par le comportement de Max.

### Fang ou l'agent K-13

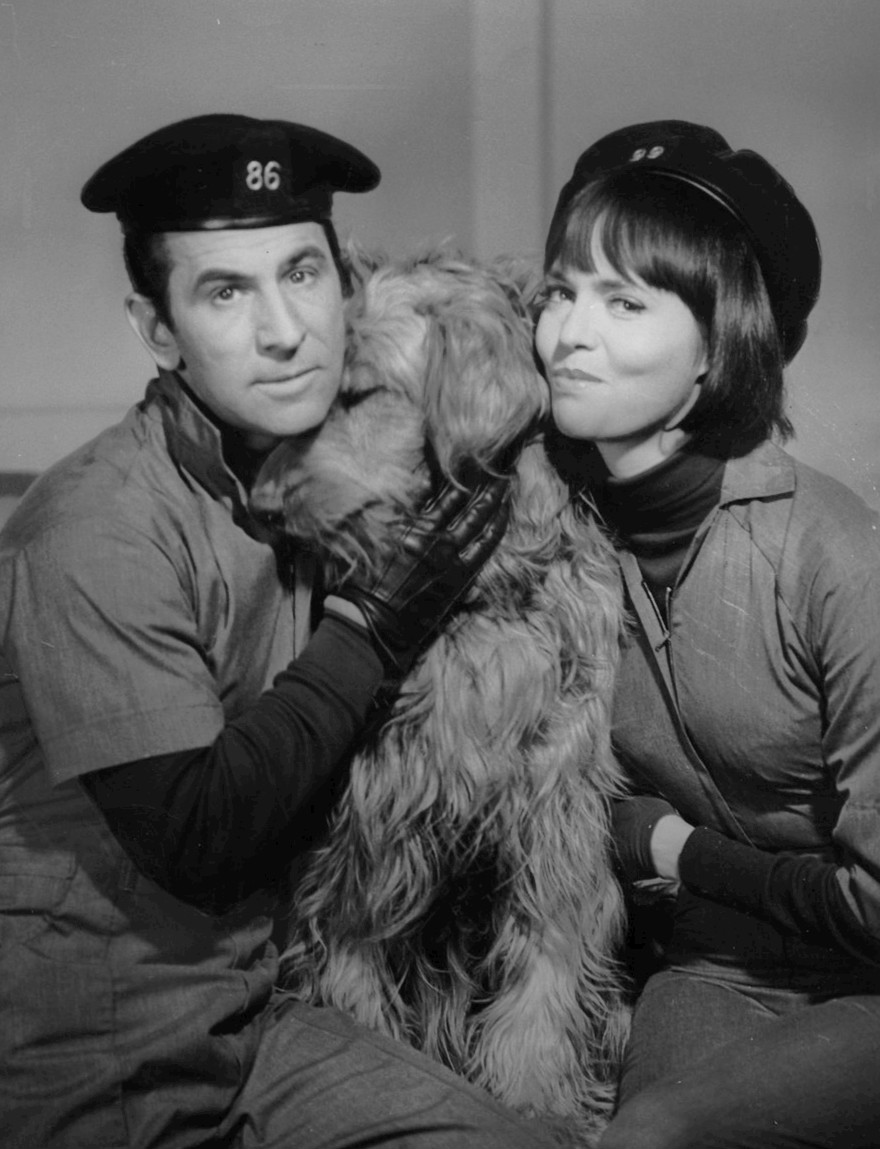
Fang entouré des agents 86 et 99.

Fang a été un agent de CONTROL à grand succès pendant quelques années. Il a été formé par Max, ce qui explique probablement pourquoi il ne suit jamais ses instructions correctement. Leur rencontre a eu lieu à l'école d'espionnage, où ils étaient membres de la même promotion.
En plus du nom de code K-13, Fang utilise parfois le nom de Morris comme couverture. Ses jouets préférés sont un pull à col roulé, du caoutchouc Duckie, et les pantoufles de Max.
La carrière de Fang a pris fin dans la seconde saison, il n'avait plus assez d'énergie pour travailler sur des affaires. En l'honneur de son excellent service à CONTROL, le chef a affecté le retraité Fang à un travail de bureau : l'enfouissement des preuves.
Fang apparaît dans les épisodes suivants :
- (1- 1) : M. Big (Mr Big)
- (1- 2) : Notre homme au pays des jouets (Our Man in Toyland)
- (1- 4) : Allons à l'école (School Days)
- (1-11) : Un chef de trop (Too Many Chiefs)
- (1-15) : Agent double (Double Agent)
- (1-23) : Qui sauvera qui ? (I'm Only Human)
- (2- 2) : Servez chaud (Strike While the Agent is Hot)
- (2-13) : Le grand péril (Perils in a Pet Shop)

### Autres personnages
- Larabee (Robert Karvelas) : C’est un agent loyal et honnête qui n’a probablement jamais rien compris à ce qu’il faisait. Il est l'assistant du chef. On a très peu d’informations sur sa vie en dehors de CONTROL et sur son passé. Il est allé au collège et a participé au club de théâtre. Larabee a également servi dans l’armée, et a été affecté juste à côté de Berlin. Il est marié, mais sa femme travaille la nuit en tant que baby-sitter et Larabee ne la voit presque jamais. Il apparaît également que si Max est blessé, Larabee le remplace comme un agent actif. Larabee apparait de plus en plus au fur et à mesure des saisons mais le fait qu'il soit bête et maladroit, contrairement à Max, fait de lui un homme agaçant ce qui peut parfois irriter le chef et 99. Anecdotes : 
  - L'acteur Robert Karvelas est un cousin de Don Adams.
  - Dans la Saison 01 le personnage de Larabee n'était pas encore présent, par contre, l'acteur jouait divers rôle de figurant parfois comme agent quelconque de Control, d'autre fois pour Kaos.

- Hodgkins (Bryan O'Byrne) : Il est assistant du chef au début de la série. Il est plus sensé et dégourdi que Larabee sans toutefois participer aux actions en dehors du QG.

- Hymie le robot (Richard « Dick » Gautier) : c'est un robot construit par le Dr Ratton de KAOS. Hymie a de nombreuses capacités, comme le fait d'être plus fort physiquement. Il est plus rapide que n'importe quel être humain et est capable d'avaler des poisons et de déterminer leur nom, leur type et leur composition. Étant une machine avant tout, Hymie possède néanmoins des facultés d'émotion et d'amitié (notamment envers Phoebe la nièce du chef). Il est aussi programmé pour la propreté. À l'origine inventé par Kaos, Hymie a décidé de changer de camp et de travailler pour CONTROL pour rester avec Max, car il est le seul humain qui le traite comme une personne et non comme une vulgaire machine.

- Agent 13 (Dave Ketchum) : c'est un agent habituellement caché dans des endroits improbables, comme les boîtes aux lettres, les machines à laver, des casiers, des poubelles, ou des bouches d'incendie. Il a tendance à regretter ses missions. Avant la saison 2, le poste était occupé par l'agent 44 ; pendant la saison 2, l'agent 13 est fréquemment présent.

- Agent 44 (Victor French) : le prédécesseur de l'agent 13, également en poste dans des endroits resserrés. 44 tombe parfois dans des excès d'apitoiement sur lui-même et il se plaint souvent. Parfois, il essaye de retenir Max le plus longtemps possible pour parler avec lui, car il s'ennuie. 44 est apparu dans plusieurs épisodes de la deuxième moitié de la première saison. Dans la dernière saison, il y a un nouvel agent 44, joué par Al Molinaro. Avant de débuter comme 44, Victor French a eu un bref rôle dans la saison 1 épisode Un chef de trop.

- Agent 8 : Ancien ami du Chef, il vit dans une maison de retraite pour espion et avait vraisemblablement le rôle qu'ont l'agent 44 et l'agent 13. Dans sa chambre, il possède des messages plus vieux que lui, datant de la guerre de Sécession.

- Amiral Harold Harmon Hargrade ou l'« Amiral » (William Schallert) : l'ancien chef, formé comme un espion de CONTROL juste après le tournant du XXe siècle. L'amiral a une mauvaise mémoire, il croit que l'actuel président des États-Unis est encore Herbert Hoover. Il était de retour dans CONTROL car le président voulait rassurer la population en confiant la mission à quelqu'un de très expérimenté. Bien que très diminué physiquement (91 ans), il a gardé ses facultés intellectuelles.

- Phoebe  (Laurel Goodwin) : Elle est la nièce du chef de Control. Elle habitait un moment donné dans l'appartement en face de celui de Max. Elle est devenue amoureuse de Hymie, puis de Max quand celui-ci lui a expliqué que Hymie était un robot. Étrangement Phoebe n'ignore pas le métier de son oncle, contrairement aux familles des autres agents.

- Le roi Charles IX (Don Adams) : Roi de Caronia, il est le sosie parfait de Max la Menace, qui a été appelé plusieurs fois pour le remplacer lorsque le roi est en danger de mort. Le roi est fort différent de Max, il n'est pas maladroit, est plus romantique et mature, ce qui rend Max jaloux lorsque le roi Charles est avec l'agent 99.

- (La vieille dame) : Durant toute la série, une actrice âgée a également interprété différents rôle de figuration ou de petits rôles. Dans l'épisode Un Chef de Trop on voit une photo d'elle en tant que tante de Max, d'autres fois elle joue un simple rôle de figuration.

#### Ennemis
Sur des centaines d’ennemis travaillant pour Kaos, tous sont différents à chaque épisode, à part Sigfried et quelques autres comme le Dr Ratton. Par contre plusieurs ennemis peuvent parfois être interprété par un même acteur ce qui peut être parfois trompeur.
- Siegfried Conrad (Bernie Kopell) : Agent très influent et haut placé dans Kaos, il est présent dans toutes les saisons (à partir de la deuxième) et chaque fois avec des plans de plus en plus diaboliques. Il est l'ennemi juré de Max la Menace. Même s'il perd tout le temps face à Control, il ne se fera jamais tuer ni arrêter (au pire il parvient à s'échapper de prison). Il est souvent accompagné par son bras droit Starker, assez fantaisiste, agaçant toujours Siegfried. Siegfried fait également une apparition dans la série Le Retour de Max la Menace pour un épisode dans les années 1990.

- Dr Ratton (Jim Boles) : Ratton est un scientifique de Kaos, autrefois faisant partie de Control, mais il a changé de côté, car il jugeait qu'on ne le payait pas assez. C'est lui qui a créé le robot Hymie ainsi que Grobot, le robot chargé de détruire Hymie, avant de se faire tuer par Spinoza, voulant garder le secret de fabrication de Gropot.

- Spinoza (Ted de Corsia) : Agent de Kaos ancien propriétaire de Hymie avant qu'il ne parte pour Control et propriétaire du robot Gropot qui, lui, sera détruit lors d'un duel avec Hymie.

- Alexis Sebastian : Grand tueur de Kaos, il peut prendre parfaitement n'importe quelle apparence.

#### Les professeurs
Les scientifiques travaillant pour Control furent nombreux, surtout au début de la série.
- Carlson (Stacey Keach Sr.) : C'est lui qui invente les gadgets lors de la deuxième saison. Alors qu'on lui fournit des gadgets, Max trouve toujours le moyen de casser involontairement tout ce qui l'entoure dans le laboratoire. Les rapports avec Max ne sont pas si bons que pour les autres scientifique de Control. Carlson a formé plusieurs scientifiques qui ont rempli à CONTROL la même fonction que lui notamment Carleton (Frank DeVol) pour les deux premiers épisodes de la première saison (y compris le pilote), Windish (Robert O. Cornthwaite) et enfin Parker (Milton Selzer).

- Windish  (Robert O. Cornthwaite) : C'est un inventeur de gadget dans la saison 1. Il s'entend très bien avec Max et peut parfois s'amuser avec lui lors de sujet sérieux.

- Parker (Milton Selzer) : C'est également un inventeur de la saison 1, souvent victime de la maladresse de Max, détruisant des inventions particulières qui étaient pourtant le résultat d'un long et coûteux travail.

- Minelli (Del Close) : Minelli est un autre inventeur de la saison 1. Il porte de grosses lunettes et apparaît rarement.

- Dr Steele (Ellen Weston) : Scientifique qui aide souvent Max à se tirer d'affaire en identifiant les substances toxiques et en trouvant des antidotes. Elle a fait trois apparitions dans la troisième saison. La Dr Steele est intelligente et extrêmement séduisante. Sa couverture est danseuse à la « High-class Strip Theatre ». L'entrée de son laboratoire est celle d'une grande boîte de courrier. Dr Steele effectue souvent de complexes procédures scientifiques, tout en portant des costumes qui sont souvent courts, fantaisistes et minuscules. Elle est connue à de nombreuses reprises pour expliquer ses résultats, tout en s'échauffant pour sa prochaine danse. Elle peut parfois quitter soudainement une expérience en plein milieu pour aller à son prochain numéro. Le Dr Steele a été remplacé par le Dr Simon (Ann Elder) pour apparaître dans deux épisodes avant d'être introduite dans toute la série.

## Commentaires

### Générique
Le générique d'ouverture, conçu et réalisé par Leonard Stern avec ses multiples portes, est aisément reconnaissable. Les voitures utilisées changent au fur et à mesure des saisons. Il y a quatre versions différentes. Une fois entré dans le bâtiment, les ouvertures sont identiques, mais les vingt premières secondes de l'ouverture sont différentes.
- Épisode pilote : Max est au volant d'une Ferrari 250 GT Cabriolet. Il porte un certain type de chapeau de conduite.

Max sort de la voiture et se dirige vers le bâtiment, le titre principal se met alors en place. Puis Max descend dans une cage d'escalier. L'arrivée par les portes se met alors en place.
- Saisons 1 et 2 : Max arrive dans une Sunbeam Tiger décapotable, il se gare et entre dans un bâtiment.

- Saisons 3 et 4 : Max conduit jusqu'à la salle de justice de Los Angeles au volant d'une VW Karman Ghia. Max sort de la voiture et se dirige vers le bâtiment quand le titre est en place. Max se dirige vers une porte, mais on ne le voit pas l'ouvrir ou aller dans le bâtiment.

- Saison 5 : Le générique commence avec plusieurs vues de Washington DC, des monuments tels que le Capitole, la Maison-Blanche, le Monument de Lincoln et le Memorial Jefferson. Max va vers bâtiment de justice des États-Unis de St.Spring à Los Angeles dans une Opel. Il monte alors les marches de l'édifice, mais nous ne le voyons toujours pas entrer. Il y a également une nouvelle police et des nouvelles couleurs pour le logo.

Après être rentré dans le bâtiment, les « portes de l'ascenseur » s'ouvrent pour révéler un escalier. Puis Max traverse un couloir avec différentes portes. Tout d'abord, des portes coulissantes puis des portes qui remontent dans le plafond ensuite, de fausses portes de cellule de prison. Max ouvre alors les portes d'une cabine de téléphone, rentre, et ferme la porte. Il compose un numéro (inconnu) et semble tomber dans le vide. L'écran devient noir et on entend les dernières notes du générique.
La musique d'Irving Szathmary participe avec réussite à ce générique. Elle tourne autour d'un seul thème pointé aux cuivres, entraînant et se voulant orgueilleux comme la haute idée que Max se fait de lui-même ; mais ce thème ne décolle jamais et semble se répéter inlassablement, discréditant son allure triomphale. Finalement, la musique semble être elle-même une parodie de musique d'espionnage comme l'est la série.

Le style des musiques présentes dans les épisodes reste toujours dans l'esprit militaire, carré, sans grande musicalité, et avec la caisse claire omniprésente.
Il faut noter que le générique des versions francophones de la série est uniquement la version ou Max arrive avec la Sunbeam. De plus, comme le titre « Get Smart » est traduit  en « Max la Menace », on ne voit pas Max sortir de la voiture et entrer dans le bâtiment, l'image s'arrête là où le titre arrive (Max arrive et se gare). La suite du générique est évidemment identique aux VO.

### Les gadgets d’espion

#### L’appartement de Max
L’appartement de Max regorge de dispositifs de protection :
- Un filet qui tombe du plafond lorsqu'on appuie sur un bouton situé sur le canapé du salon ;
- Un mur invisible qui se déclenche lorsqu'on appuie sur la partie gauche du secrétaire ;
- Un tube de sécurité pare-balles ;
- Une aspiration venant de la cheminée très élevée activée grâce à un bouton situé à côté ;
- Un tiroir de bureau qui s'ouvre violemment lorsque l'on allume la lampe du bureau ;
- Un poignard qui sort du tiroir lorsque le stylo du bureau est levé ;
- Un faisceau laser dans les escaliers ;
- Un canon miniature ;
- Un téléphone-pistolet qui se déclenche lorsque le numéro 117 est composé ;
- Un tapis qui s'enroule ;
- Un cadre qui se soulève et qui permet à des lances de surgir ;
- Un fauteuil qui laisse évacuer un gaz soporifique lorsqu'on appuie sur ses accoudoirs ;
- La chaise-arme qui tire des balles quand on s'assoit dessus ;
- Une lampe qui s'abaisse et qui frappe au visage lorsque l'on met de l'eau dans un verre à l'aide d'un siphon à eau de Seltz ;
- Un téléphone dans la tête de son lit ;
- Un téléphone d'urgence caché dans une boîte ;
- Un téléphone en deux parties situé dans une plante : on écoute et parle grâce à deux pots à fleur ;
- Une pipe servant de téléphone ;
- Une bûche-téléphone parmi d'autres bûches dans la cheminée ;
- Une lance qui tombe du plafond lorsqu'on prend les escaliers.

#### Les téléphones
Le plus célèbre des téléphones est le téléphone-chaussure qui est utilisé dès le premier épisode. Mais on rencontre aussi des téléphones tout au long de la série sous la forme de : allume-cigares (à noter que dans la voiture se trouve aussi un téléphone qui sert d'allume-cigares), montre avec écouteurs, téléphone simple dans une voiture, tube à essais, thermos, pots de plante, tête de lit, porte-monnaie, lunettes, cravate, ceinture, jarretière, volant de voiture, sur la peinture de 99 dans la chambre de Max (un téléphone y est peint et le combiné se révèle être un vrai incrusté dans la toile), une bûche de bois dans la cheminée, un en deux parties situées au pied du lit (une partie sur chaque pied), bornes d'incendie, sèche-cheveux, cheminée, pistolet-téléphone, un petit téléphone à l'intérieur d'un plus grand, bouton de manchette, sandwich au fromage, carnet d'adresses, horloge dans le bureau du chef, microscope dans le laboratoire de CONTROL, bec Bunsen, sous-main du bureau du chef pour parler avec le laboratoire, plumeau (utilisé par KAOS), chaussure de golf, radiateur de voiture, tournesol, chaussette, sabot (utilisé par KAOS), cercueil, pipe, ballon, faux ongles.

### Anecdotes

#### Le nombre 86
Le nombre 86 (numéro de code de Max) apparaît plusieurs fois, notamment au domicile du héros :
- Son numéro d'appartement ;
- L'ornementation de son peignoir ;
- Sa tête de lit ;
- Sur un blouson en cuir (épisode 14, saison 2) ;
- Son matricule en prison 868686 (épisode 14, saison 2) ;
- Sur son tee-shirt de l'équipe de bowling de Control (épisode 11, saison 3).

#### Gags récurrents
- Max depuis le premier épisode s'obstine à demander le cône du silence (the cone of silence) lors des conversations importantes. Dans l'épisode 10 de la saison 3, lorsque Max est avec le dirigeant du British Control, ce dernier fait descendre le parapluie du silence. Malheureusement, un problème les empêche de s'en servir correctement. Dans le dernier épisode de la deuxième saison, ils s'y mettent même à plusieurs, de sorte que les personnes abritées sous un même dôme s'entendent hurler alors que les autres ne comprennent rien.

- Dans la version française, Max, devant le danger, essaie toujours de feinter son adversaire en lui disant « Me croiriez-vous si je vous disais que… », et généralement, Max sort une énormité que, bien sûr, son adversaire ne croit pas… du style qu'il y a toute la 5e flotte américaine qui les attend dehors… ou que 200 agents sont prêts à pénétrer dans la place… il relance donc en disant « et si je vous disais… », et là, il diminue la donne, mais on ne le croit toujours pas.

- Dans la version française, la réplique « J'espère que je ne vous ai pas vexé en disant… ».

- Lorsque Max s'approche d'une personne mourante, elle lui dit un peu avant de mourir : « Enlevez votre genou de ma poitrine ». Ce gag a été parodié à la fin du film Y a-t-il un flic pour sauver Hollywood ?

- Autre gag récurrent, à chaque fois qu'un téléphone sonne et que Max décroche, il se présente en disant : « Ici Max la Menace agent 86 de CONTROL », alors qu'il ne sait jamais qui est son interlocuteur…

- La réplique « sorry about that chief » de Max.
- La réplique « would you believe that… » de Max (en français traduit par « le croiriez-vous ? ») ; ce gag se trouve dans toutes les saisons et est l'un des plus récurrents.
- La réplique « I asked you not to tell me that! » (en français traduit par « Je vous avais demandé de ne pas me le dire ») à partir de la saison 3.
- La réplique « and… loving it » de Max qu'il prononce lorsque le chef le prévient que sa mission sera très dangereuse (traduit en français par « et bien… j'adore ça »).

## Rediffusions
La série sera en rediffusion de 1986 à 1987 sur TV6. Puis, à partir du 7 septembre 1987, dans l'émission Vive la télé sur La Cinq. Une autre rediffusion à partir de 1998 sur Canal Jimmy. Encore à partir du 3 septembre 2007 sur Direct 8. Entre le 3 mai 2010 et le 31 décembre 2010, Arte la rediffuse quotidiennement.

## Récompenses
- Emmy Awards 1967 : Meilleur acteur dans une série comique pour Don Adams
- Emmy Awards 1968 : Meilleur acteur dans une série comique pour Don Adams
- Emmy Awards 1968 : Meilleure réalisation pour l'épisode Max, espion très spécial (Maxwell Smart, Private Eye)
- Emmy Awards 1969 : Meilleur acteur dans une série comique pour Don Adams
- Emmy Awards 1969 : Meilleure série comique

## Produits dérivés

### Cinéma
- 1980 : Le Plus Secret des agents secrets (The Nude Bomb)
- 2008 : Max la Menace (Get Smart) de Peter Segal avec Steve Carell (Max), Anne Hathaway (Agent 99), Alan Arkin (le Chef)

### Télévision
- Le Retour de Max la Menace (Get Smart, Again!), téléfilm de 1988 diffusé le 27 juin 1992[1] sur M6.

### Comics
Max la menace est adapté en une série de comics par Dell Comics sous le titre Get Smart. Les 21 histoires et 223 planches ne rendent pas réellement justice au caractère loufoque de la série.

#### Publications

##### #1erjuin 1966
Dessins : Sal Trapani

1. The Hairless Hound Caper -13 planches
À noter que cette aventure débute aux pieds de la Tour Eiffel.
2. It's a Gas! -11 planches
3 The Bare Facts -7 planches

##### #2 septembre 1966
Scénario : Joe Gill / Dessins : Steve Ditko.
4. Self Defeat -1 planche
5. The Dumb Dummy -12 planches
6. Dungeon of Doom -11 planches
7. Double Trouble -9 planches
8. Hot Wire -1 planche

##### #3 novembre 1966
Dessins : Steve Ditko

9. The Raid -1 planche
10. The Nuclear Gumball Caper - 31 planches

##### #4 janvier 1967
Dessins : Tony Tallarico

11. The Billion Dollar Baseball Caper - 20 planches
12. The Spirit of '86er - 12 planches

##### #5 mars 1967
Scénario : Joe Gill / Dessins : Tony Tallarico

13. The Great Fly Caper - 17 planches
14. Quit While Ahead - 7 planches
15. The Double Purpose Porpoise Caper - 8 planches

##### #6 mars 1967
Dessins : Tony Tallarico

16. The Kookie Kanine Kaper - 12 planches
17. The Captured Copter Caper - 11 planches
18. The Screwball Scooter Caper - 8 planches

##### #7 août 1967
Dessins : Henry Scarpelli

19. The 4000 Year Old Man Caper - 12 planches
20. The Airborne Bathysphere Caper - 11 planches
21. The Infiltration Caper - 8 planches

##### #8 octobre 1967
Reprise du premier numéro.